# Senat (Kambodża)
Senat - izba wyższa bikameralnego parlamentu Kambodży. Izbą niższą jest Zgromadzenie Narodowe. Senat liczy 58 senatorów. Pięćdziesięciu czterech pochodzi z wyborów pośrednich. Są oni wybierani przez członków władz lokalnych. Dwóch senatorów nominowanych jest przez Króla, a dwóch wybieranych przez Zgromadzenie Narodowe. 